# 이어카
이어카(eacar)는 대한민국 장기렌트카 및 리스 자동차 승계 직거래, 소상공인 홍보 등 자동차 정보 소프트웨어이다. 중고거래, 지역매물, 질문답변, 자동차 승계, 중고자동차 시세조회, 사고이력조회 등 지역내에서 발생하는 장기렌트 리스 승계 정보를 검색하고 게시자와 실시간으로 채팅할 수 있다. 구글스토어에서 10만명이 다운로드 하였다.

## 회사 연혁
- 2020.06 : 승계플랫폼 APP(안드로이드) 개발, 구글스토어 오픈
- 2021.03 : 승계플랫폼 APP(IOS) 앱스토어 오픈
- 2021.05: 가입자 6000명
- 2021.07: 보험개발원(카히스토리)와 MOU 제휴계약
- 2021.08: 오토비긴즈 제휴(차량번호 간편등록 서비스 오픈)
- 2021.10: 사고이력조회 서비스 제공
- 2021.11: 롯데렌터카와 MOU 제휴계약(승계매물 API연동)
- 2021.12: 즉시출고 조회 서비스 오픈
- 2022.01: 승계대행 프리미엄 서비스 오픈
- 2022.02: 가입자 15,000명
- 2022.03: 케이카(Kcar)와 MOU 제휴계약(중고렌트매물 API연동)
- 2022.04: 이어카 법인설립(대표자:유우재)
- 2022.06: 프리미엄 서비스 ‘빠른승계’ 명칭 변경
- 2022.08: 이어카 기업부설연구소 설립(특허기술5건 등록)
- 2022.09: 벤처인증기업 획득
- 2022.11: 롯데렌터카와 MOU 제휴계약 종료
- 2023.01: 안드로이드 구글스토어 다운로드 10만 명, 누적 가입자 36,885
- 2024.06: 대표자 김대환CEO 변경
- 2024.09: 현대캐피탈 장기렌트 리스 승계 대행서비스 제휴

## 기능
장기렌트 리스 직거래
GPS 값을 근거로 지역 인증을 받은 사용자들끼리 장기렌트카 또는 리스 자동차를 승계 할 수 있다. 거래 게시글 피드, 채팅 기능을 지원한다.
차량번호 간편등록(무료 서비스)
차량번호 입력으로 간편하게 매물등록이 가능하다.(기본 차량정보 및 옵션정보 API연동하여 자동제공 된다.
)빠른승계(유로/승계대행 서비스)
전문 승계매니저를 통해 승계를 희망하는 판매자(차주)의 모든 승계 과정을 대행한다.
단기, 구독형 서비스
최소 1개월부터 이용가능한 단기 렌터카 및 무심사 구독형 중고차 서비스를 제공한다.
이어카 라이브 채널(영상 서비스)
인증된 승계매물에 한해서 장기렌트 및 리스 승계 운영중인 차량에 대해 영상을 제공한다.
(판매자가 영상 직접등록)
우리동네 매물찾기(이어카 지도)
GPS 값을 근거로 지역별 원하는 승계 매물을 검색 할 수 있다.
커뮤니티 게시판
‘승계찾아줘’, ’견적어때’, ’AI에게물어봐’ 등 다양한 커뮤니티 공간 및 실제 승계 리뷰를 제공한다.

## 언론보도
렌트카 승계 전문 플랫폼 이어카, 2023년 킥오프 미팅 개최
장기렌트·리스승계 플랫폼 '이어카', 카카오맵 연동 매물 검색 무료 서비스
이어카, '빠른승계' 이용 고객 리뷰 서비스 오픈
장기렌트·리스 승계 플랫폼 '이어카', 배우 김수로 모델 발탁
이어카, 장기렌트‧리스승계 직거래 지원한다